# Petronella-Rhein-Radweg

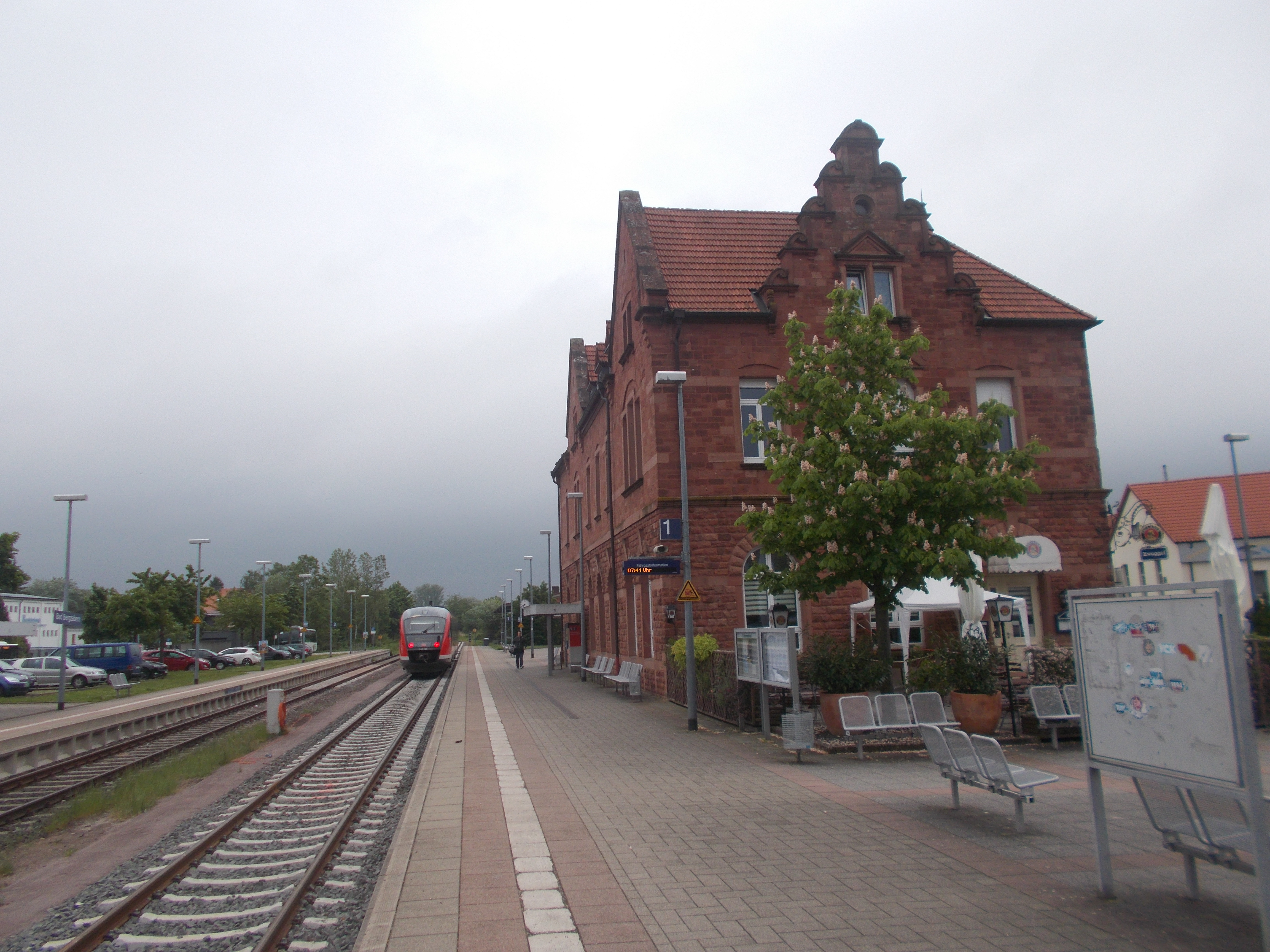
Bahnhof Bad Bergzabern, westlicher Ausgangspunkt

Der Petronella-Rhein-Radweg ist ein Radweg innerhalb der Südpfalz.

## Name und Logo
Der Name rührt zum einen von der Petronella-Heilquelle her, die die in Bad Bergzabern befindliche Südpfalz-Therme speist und zum anderen vom Fluss Rhein. Das Logo besteht aus einem grünen Hintergrund; oben ist ein Fahrrad zu sehen, in der Mitte eine Thermalquelle und unten eine Tilde.

## Verlauf
Der Weg beginnt am Bahnhof Bad Bergzabern und verläuft zunächst in die wesltiche beziehungsweise nördliche Richtung durch die Kernstadt von Bad Bergzabern. Am westlichen Rand der Innenstadt biegt er nach Süden ab und passiert die katholische Kirche St. Martin. Nachdem er den südöstlichen Stadtrand erreicht hat, führt er nahezu konsequent nach Osten., für die Länge von rund zehn Kilometern jedoch abseits von Ortschaften an landwirtschaftlich genutzten Flächen vorbei; dabei kreuzt er die Bahnstrecke Neustadt–Wissembourg.
Nachdem er einen Kilometer lang gmeeinsam mit der Bundesstraße 427 verläuft, streift er den nördlichen Ortsrand von Minfeld, um danach erneut besagter Bundesstraße zu folgen. Anschließend verläuft er am Nordrand des Bienwald und erreicht danach die Stadt Kandel. Im Anschluss unterquert er die Bundesautobahn 65 und verläuft mitten durch den Bienwald nach Wörth am Rhein. Nach Passieren der Kernstadt verläuft der am nördlichen Ortsrand des Stadtteils Maximiliansau. Seinen östlichen Endpunkt hat er unmittelbar am Ufer des Rhein.